# Jenny Han
Jenny Han, född 3 september 1980 i Richmond i Virginia, är en amerikansk författare av koreansk-amerikansk härkomst. Hon är mest känd för att ha skrivit bokserierna Till alla killar (engelska: To All the Boys) och Sommaren jag blev vacker. Den förstnämnda bokserien har resulterat i en filmserie på Netflix, medan den sistnämnda bokserien har resulterat i en TV-serie på Amazon Prime Video.
Han är bosatt i Brooklyn i New York.